# Embalse de Karún-4
El embalse de Karún-4 se encuentra en el río Karún, en la provincia de Chahar Mahal y Bajtiarí, en Irán, donde este río recibe al río Armand, conocido por los practicantes de rafting.
Este embalse forma parte de una serie de pantanos de grandes dimensiones construidos en el río Karún para obtener energía hidroeléctrica y regular las inundaciones. Karún-4 se encuentra en una zona montañosa, a unos 50 km por encima del Karún-3.

## La presa
La presa de Karún-4, a 180 km al sudoeste de Shahrekord, capital de la provincia, es una presa de bóveda, doble arco o doble curvatura de hormigón, de 230 m de altura hasta los cimientos. Su forma abombada hacia el lado del pantano hace que la fuerza del agua empuje la presa hacia abajo. Los estudios para la construcción de la presa empezaron en 1995, el hormigón empezó a colocarse en 2006 y en 2010 entró en funcionamiento la central hidroeléctrica. Fue inaugurada por el presidente Mahmud Ahmadineyad el 6 de julio de 2011.
La central hidroeléctrica tiene una potencia de 1020 MW, obtenido de la fuerza conjunta de cuatro turbinas Francis de 255 MW cada una.
La mayor parte del embalse está situado sobre calizas y margas del cretácico y el mioceno.